# Танцы эпохи Возрождения
Танцы эпохи Возрождения или танцы Ренессанса — танцевальная культура Европы XIV—XVI веков, развивавшаяся равнобежно с современным ей музыкальным искусством.

## Общий обзор
Почти все крупные композиторы Возрождения в своих сочинениях ориентировались на танец. Эпохе было свойственно разделение на танцы народные и придворные. Если придворные танцы, исполняемые подготовленными мастерами, предназначались лишь для глаз избранных, то в народных танцах по определению всякий мог принять участие лично. При дворах за официальными торжествами часто следовали многочасовые народные пляски.
В основном от мастеров танцев эпохи Возрождения остались рукописные, а позднее даже печатные сборники именно по придворным танцам.

### Основные источники
К XV веку относятся самые ранние сохранившиеся сочинения эпохи Возрождения с подробными наставлениями по искусству танца, и происходят они из Италии.
Современные представления о самой ранней европейской танцевальной культуре Возрождения покоятся на трудах трёх мастеров танца из Италии: Доменико из Пьяченцы, Антонио Корнацано и Гульельмо Эбрео. Их труды описывают схожие наборы шагов и танцев, но вместе с тем у учеников (Эбрео и Корнацано) наблюдается и некоторое развитие. В основном у них представлены бас-дансы в составе баллетто (сюита из пьес танцевальных жанров, предтеча придворного балета). Это самые ранние из хорошо задокументированных европейских танцев, о хореографии, движениях и музыкальном сопровождении которых до наших дней дошли значительные сведения.
Самый ранний письменный источник по танцам в Англии — т.н. «рукопись Гресли» (Gresley manuscript) — датируется 1500 годом.
К концу XVI века относятся самые ранние печатные руководства по танцу эпохи Возрождения, и происходят они из Франции и Италии.
В теоретическом труде 1581 года «Танцовщик» (Il Ballarino) итальянского хореографа Фабрицио Карозо даны подробные описания основных бальных танцев того времени, среди которых: гальярда, канарио, сальтарелла, тордильоне. В позднем труде 1602 года Чезаре Негри «Милости любви» (Le gratie d'Amore) приведены 50 родов прыжковых движений («украшений»), например, schisciata — «скользить вперед каблуком и обратно носком».
Сведения о придворных танцах сохранились в гораздо большем объёме, чем о народных. Показательна судьба народного танца сарабанда, который даже был запрещён в 1583 году в Испании. Дошедшие музыкальные образцы сарабанды сохранились благодаря превращению её в медленный придворный танец в Италии и Франции в XVII веке и относятся музыковедами уже к эпохе барокко. Тождественным образом танец чакона перешёл в XVII веке в придворный балет во Франции, приобретя медленный темп, церемониальный характер.  От такого танца как фолия (а также романеска и пассамеццо) в культуре сохранились лишь одноимённые музыкальные темы — благодаря письменным трудам музыкантов-инструменталистов.
Редким исключением является мореска, народный танец уличного театра (см. «Комедия дель арте»), дошедший до наших дней благодаря хореографическому описанию в трактате «Орхезография» (Orchésographie, 1589) Т. Арбо, а также в более поздних трудах М. Преториуса (1612) и М.Мерсенна (1636).  В творениях Шекспира отмечается ярко выраженный скоморошеский стиль британской джиги XVI века (получившей название по миниатюрной скрипке итальянского мастера танцев). Благодаря итальянскому собирателю народных песен Филиппо Адзайоло сохранились сведения о народном танце XV века из окрестностей города Бергамо в Италии под названием бергамаска (также упоминается в пьесе Шекспира «Сон в летнюю ночь»).

### Итало-французский колорит
В конце XIV—XVI веках начинают формироваться основные черты, свойственные европейской танцевальной музыке Возрождения: регулярно-акцентная ритмика, структурная периодичность, квадратность, гомофонный склад, запоминающаяся песенная мелодия (хотя и не похожая на мелодичные напевы более позднего времени).
Во Франции и других странах Европы черты нового танцевального искусства проявляются в конце XVI—XVII веке, тогда как в Италии расцвет начинается еще в конце XIV—начале XV века. Поэтому в течение XV—XVI веков именно Италия была законодательницей танцевальной моды: итальянские педагоги работали во всех странах Европы, многие танцевальные жанры итальянского происхождения господствовали как в бальных залах, так и в театральных представлениях или композиторском творчестве. Позднее (с XVII столетия, т.е. уже в эпоху барокко) танцевальная мода два века подряд диктуется французами.

## Жанры танцев Возрождения
Танцы в источниках эпохи Возрождения сильно разнятся по своей сущности. Они бывают как медленными, торжественными — бас-данс, павана (и близкое ей пассамеццо), аллеманда, — так и быстрыми, оживлёнными — сальтарелло, гальярда, турдион, куранта, канарио. Первые, где танцоры не отрывают от земли обе ноги одновременно, стали называться «нижними» или «низкими танцами», тогда как вторые, энергичные, с прыжками и подъёмами (элементами поддержки) партнёрши, в основном относятся к «высоким танцам». Исключение представляет танец под названием пива, который, несмотря на высокий темп, относится к нижним танцам. Некоторые из ренессансных танцев хореографически каноничны, в других заложен простор для импровизации. Один из парных танцев, вольта, считающийся производным от гальярды, подразумевает довольно большую близость между мужчиной и женщиной, поскольку при исполнении партнёр держит женщину в воздухе на 3/4 поворота. Другие танцы, такие как бранль исполняются множеством людей в хороводном строе (в круге либо в ряду).
В конце эпохи зафиксированы особые танцевальные разновидности, в которых обнаруживаются элементы одновременно высоких (таких как сальтарелло) и низких (таких как павана) танцев — каскарда, спаньолетта.
В Италии XVI века распространилась мода на танцевальную последовательность, наречённую балло (итал. ballo — «танец»), в которой более поздние гальярда и каскарда заменили вышедшее из моды сальтарелло.
Традиция противопоставления медленного танца-шествия («низкий танец») и живого прыжкового танца («высокий танец») породила такую музыкальную форму, как сюита, которая, в свою очередь, оказала влияние на становление сонатной формы.